# Björn Liljander
Björn Liljander, född 28 maj 1982 i Uddevalla, är en svensk tidigare ishockeytränare och nuvarande General Manager i HV71. Han har tidigare tränat ungdomslag i bland annat Växjö Lakers och Frölunda HC. Från 2022 till 2024 var han sportchef i Malmö Redhawks, en roll som han tog över från Patrik Sylvegård som tidigare axlat rollen som VD och sportchef för klubben kombinerat, men nu är enbart VD.